# Secrétoneurine
La secrétoneurine est un neuropeptide intervenant dans l'angiogenèse.

## Structure
Il s'agit d'une protéine composée de 33 acides aminés, retrouvée dans plusieurs espèces, amphibiens, poissons et mammifères. Elle est issue du clivage de la secrétogranine II, une chromogranine dont le gène est situé sur le chromosome 2 humain.

## Fonction
Il est situé dans les nerfs à proximité des vaisseaux.
Il a des effets anti apoptose et joue directement sur la prolifération des cellules de l'endothélium vasculaire, probablement par activation d'une kinase de la famille des Akt.
l'augmentation du taux de secrétoneurine par technique de génie génétique induit l'angiogenèse par un mécanisme dépendant du NO. Il facilite également l'action du facteur de croissance de l’endothélium vasculaire en permettant sa fixation sur certains récepteurs.

## En médecine
Son taux sanguin est élevé chez l'enfant et chez les patients porteurs de plusieurs types de cancer. Il est augmenté également en cas d'insuffisance cardiaque où il pourrait être un indice de mauvais pronostic.